# Сорокина (Тюменская область)
Сорокина — деревня в Омутинском районе Тюменской области России. Входит в состав Шабановского сельского поселения.

## История
В «Списке населённых мест Тобольской губернии» за 1869 год упоминается как казённая деревня при речке Малой Боровой Ингал в Ялуторовском уезде с 32 дворами, где проживало 186 человек (83 мужчины и 103 женщины).

## География

### Расположение
Село расположено на левом берегу реки Вагай, левом притоке Иртыша. 

### Климат
Климат умеренно континентальный. Самый тёплый месяц — июль, а самый холодный — январь. 

### Внутреннее деление
Состоит из одной улицы.  

## Население
| 2010 |
| ---- |
| 40   |

## Достопримечательности
В селе располагается заброшенная Церковь Михаила Архангела 1902 года постройки — памятник архитектуры.